# Большая энциклопедия (1900—1909)
Большая энциклопедия: Словарь общедоступных сведений по всем отраслям знания под редакцией С. Н. Южакова — российская универсальная энциклопедия, выпущенная книгоиздательским товариществом «Просвещение» (Санкт-Петербург) совместно с Библиографическим институтом (Лейпциг, Вена). При составлении энциклопедии использовался немецкий словарь Майера (Meyer) в качестве образца.

## История
Данная энциклопедия является сокращённым русским переводом пятого издания энциклопедического словаря Майера (оригинальный кожаный чёрный переплёт — с золотым тиснением совершенно идентичен одному из вариантов фабричного переплёта Майера). Однако издание не является простым переводом немецкого оригинала. Издание дополнено многочисленными оригинальными статьями по русской истории, культуре, обществоведению и правоведению. В этом состоит первая и главная ценность издания. Второй несомненной ценностью издания является комплексность перевода и обработки материала под руководством одного главного редактора — социолога Сергея Николаевича Южакова. Например, «Энциклопедический словарь Брокгауза и Ефрона» пережил двух главных редакторов (второй главный редактор работал с ко-редактором), что выразилось в неравномерности обработки материала — в более развитой второй части энциклопедии (большей частью оригинальной), по сравнению с первой (практически полностью переводной). Таким образом, «Большая энциклопедия» является единственным многотомным полным русским энциклопедическим изданием одного главного редактора. Чтобы не дать доминировать германской теме в словаре, издатели отказались вставить, например гравированное приложение во всех деталях изображающее величественный Кёльнский собор, обещанное в статье «Архитектура» (данное гравированное приложение, однако, можно увидеть в статье «Кёльнский собор» русской версии Википедии). Статья про город Винковцы осталась недоконченной и заканчивается запятой.
К другим недостатками издания надо причислить практически гораздо более бедную иллюстрированность по сравнению с немецким оригиналом. Заявленных на титульном листе 10 000 чёрно-белых иллюстраций в тексте и 1000 отдельных чёрно-белых и цветных приложений в полном объёме нет. Указанное количество соответствуют немецкому оригиналу и в русском переводном издании эти иллюстрации появляются в более скромном количестве. Очевидно, с целью удешевления производства, были опущены все хромолитографии (цветные иллюстрации) касательно геральдики, гербов, флагов, этнографии. Издатели странным образом даже не переняли из немецкого оригинала гравированное приложение о русской материальной культуре. Некоторые планы городов (Вена) даны только в виде обзора частей города, другие (Берлин) — разделены между статьями «Берлин» (внутренний город) и «Пруссия» («Берлин и окрестности»), планы городов даны без регистра улиц и площадей. По городам отсутствуют замечательные гравированные приложения о новейшей архитектуре немецких городов. Специальные литографии по русским гербам и флагам не были заказаны. Также в тексте опущены все гербы городов и губерний. Зато по сравнению с немецким оригиналом издание расширено картами внутренних русских губерний и цветными планами городов Киев, Одесса и Гельсингфорс, а также рядом русских исторических карт, и, в заключение, родословной таблицей правящей императорской семьи Романовых, которая, правда, создана в противоречии с генеалогическими правилами, учитывая специфику генеалогии Романовых.
Несмотря на указанные недостатки, данное издание являет собой с технической точки зрения шедевр полиграфии и книжного производства, а с литературно-справочной точки зрения — надёжный источник знаний на период составления «Большой Энциклопедии». Кроме того, если сравнивать «Большую Энциклопедию» с «Энциклопедическим словарём Брокгауза и Ефрона», то «Большая Энциклопедия» выигрывает в количестве литографических приложений (примерно в два раза больше), а также в хорошем качестве гравюр на стали (это объясняется тем, что очень многие иллюстрации делались в России в рамках развития словаря и в России не было таких технических возможностей, какими обладали издательства Брокгауза или Майера), полиграфическое качество карт в «Большой Энциклопедии» выше.
В статьях преобладает объективный тон, хотя с некоторым акцентом на либерализм. Дополнительные тома содержат многочисленные биографические статьи по революционерам в России, подчас сочувствующего содержания (в том числе, например, об Александре Ульянове, а также о Николае Ульянове-Ленине), историю Государственной Думы в России и многие другие актуальные темы. «Большая Экнциклопедия» не является редкостью на антикварном рынке, но, несмотря на достаточно большой тираж издания, полные комплекты «Большой Энциклопедии» на антикварном рынке в хорошем состоянии являются исключительной редкостью и высоко ценятся, в том числе из-за своей впечатляющей декоративности.
Была напечатана в типолитографии товарищества «Просвещение» четырьмя стереотипными изданиями в 1900—1905 гг. (20 томов); в 1907—1909 гг. была переиздана в 22 томах (включая два дополнительных).
К. Р. Симон упоминал, что именно Южаковым впервые было употреблено слово «энциклопедия» как родовое имя универсального словаря; прежде оно было именем собственным, означая французский труд «Энциклопедия, или Толковый словарь наук, искусств и ремёсел» — и употреблялось как имя нарицательное лишь в качестве метонимии.
В связи с истечением срока неимущественных авторских прав материалы «Большой энциклопедии» перешли в общественное достояние.

## Редакторы
Общая редакция — С. Н. Южаков.
Редакторы отделов (полный консолидированный список согласно титульным листам):
- Биологические науки, кроме ботаники — А. М. Никольский, проф.;
- Ботаника и сельское хозяйство — В. Я. Добровлянский, проф.;
- Ветеринария И. Н. Потапенко, м-р ветеринарных наук;
- Военный отдел — А. С. Лыкошин, проф.;
- Востоковедение — Д. А. Клеменц, этногр. акад.;
- География, геология и минералогия — С. Н. Никитин, м-р геологии;
- Древне-русская письменность и славяноведение — А. К. Бороздин, проф.;
- Иностранные литературы — Е. В. Аничков, прив.-доц., Ф. А. Браун, проф., П. И. Вейнберг, проф.;
- История — П. Н. Милюков, проф., И. М. Гревс, проф.;
- Классические древности — М. И. Ростовцев, проф.;
- Лингвистика — Д. Н. Овсянико-Куликовский, проф.;
- Математика и астрономия — Л. Г. Малис;
- Медицина — Р. А. Брагинская, врач;
- Музыка — Л. А. Саккетти, проф.;
- Русская литература XIX в. — А. М. Скабичевский, С. Н. Южаков;
- Социология — С. Н. Южаков;
- Физика, химия и техника — В. Ф. Ковалевский, доцент, М. Ю. Гольдштейн, прив.-доц., А. Н. Митинский, проф.;
- Философия — П. Ф. Каптерев;
- Экономический отдел — В. Г. Яроцкий, проф.;
- Юридический отдел — В. М. Гессен, проф.

## Тома энциклопедии
Большая энциклопедия: Словарь общедоступных сведений по всем отраслям знания. / Под ред. С. Н. Южакова. В 20 томах. — СПб.: Изд-во т-ва «Просвещение».
- Том 1. А — Арброс. — 1900. — VI, 800 с.
- Том 2. Арбуа де Жюбанвиль — Беллингсгаузен. — 1900. — VI, 794 с.
- Том 3. Беллинг — Бугульник. — 1900. — VI, 794 с. (Google Архивная копия от 18 апреля 2015 на Wayback Machine)
- Том 4. Бугурусланский уезд — Византийское право. — 1901. — VI, 794 с. (Google Архивная копия от 18 апреля 2015 на Wayback Machine)
- Том 5. Византия — Гадамес. — 1901. — VI, 794 с. (Google Архивная копия от 18 апреля 2015 на Wayback Machine)
- Том 6. Гадание — Глазчатка. — 1901. — VI, 794 с. (Google Архивная копия от 18 апреля 2015 на Wayback Machine)
- Том 7. Глаз — Гюго. — 1901. — VI, 794 с.
- Том 8. Гюгс — Духовенство. — 1902. — VI, 794 с. (Google Архивная копия от 18 апреля 2015 на Wayback Machine)
- Том 9.  Духовенство — Идское поле. — 1902. — VI, 794 с.
- Том 10. Идумэя — Китченер. — 1902. — VI, 794 с.
- Том 11. Киты — Ландана. — 1903. — VI, 794 с.
- Том 12. Ландау — Меламед. — 1903. — VI, 794 с.
- Том 13. Меланезийцы — Нерчинский завод. — 1903. — VI, 794 с. (Google Архивная копия от 18 апреля 2015 на Wayback Machine)
- Том 14. Нерчинский округ — Пёнч. — 1904. — VIII, 794 с. (Google Архивная копия от 18 апреля 2015 на Wayback Machine)
- Том 15. Пенька — Пуль. — 1904. — VIII, 794 с. (Google Архивная копия от 18 апреля 2015 на Wayback Machine)
- Том 16. Пуль — Саль. — 1904. — VIII, 794 с. (Google Архивная копия от 18 апреля 2015 на Wayback Machine)
- Том 17. Сальвадор — Статистика. — 1904. — VIII, 794 с. (Google Архивная копия от 18 апреля 2015 на Wayback Machine)
- Том 18. Статистика — Ундозеро. — 1905. — VIII, 794 с. (Google Архивная копия от 18 апреля 2015 на Wayback Machine)
- Том 19. Ундольский — Чахары. — 1905. — VIII, 794 с. (Google Архивная копия от 18 апреля 2015 на Wayback Machine)
- Том 20. Чахотка лёгких — Ижица. — 1905. — VIII, 814 с. (Google Архивная копия от 18 апреля 2015 на Wayback Machine)
  - Дополнение к I—XX тт. «Больш. Энцикл.» (замеченные пропуски, погрешности и опечатки). — 1905. — 78 с.
- Том 21 (дополнительный). Аанруд — Менгер. — 1908. — VIII+792 страниц.
- Том 22 (дополнительный). Мендельсон — Фразибул. — 1909. — VIII+680 страниц.